# Enrique del Valle Iberlucea
Enrique Del Valle Iberlucea (Castro Urdiales, 1877 – Buenos Aires, 1921) était un juriste, homme politique socialiste, journaliste et essayiste argentin.
Fils d’immigrants républicains espagnols, Del Valle Iberlucea milita de bonne heure dans la mouvance socialiste à Rosario, en créant des structures d’organisation et en écrivant des articles de presse. Il s’installa ensuite à Buenos Aires, où il entreprit des études de droit et entra en relation avec les figures de proue du jeune PS argentin. Il cofonda (avec Alicia Moreau) la revue Revista Socialista Internacional et fut désigné à la direction de La Vanguardia, organe de presse officiel du parti, de 1916 à 1917.
Élu sénateur socialiste en 1904, fait jusque-là inédit en Argentine (et même sur le continent américain), il prit à ce titre plusieurs initiatives législatives tendant notamment à réglementer le travail (durée, journée de huit heures, travail des enfants, travail à domicile, etc.), à réformer le code pénal (abolition de la peine de mort), à amender la constitution (démocratisation de l’élection sénatoriale), à émanciper socialement, juridiquement et politiquement la femme argentine (réforme du code civil pour briser le pouvoir excessif du père de famille, légalisation du divorce — sujet de sa thèse de doctorat — et de l’avortement, octroi des pleins droits politiques à la femme, etc.), initiatives dont seules quelques-unes devaient aboutir de son vivant.
Idéologiquement, Del Valle Iberlucea, influencé par Antonio Labriola, s’écartait à plusieurs égards de la ligne socialiste majoritaire telle que fixée par le fondateur du PS, Juan B. Justo. Ainsi, au rebours de cette ligne, rejetait-il le réformisme social-démocrate, mettait-il en cause la foi dans le progrès de l’humanité et dans l’efficacité de l’action parlementaire, professait-il une conception marxiste, déterministe et matérialiste de l’histoire (portant que la matière détermine les processus sociaux selon un processus historique ouvert et dépourvu de but fixe préétabli, et sous-tendait aussi la genèse des idées), et, encore tributaire du romantisme progressiste dix-neuviémiste, restait-il attaché aux vieilles traditions populaires et au particularisme argentins. De même, sa prise de position en faveur des Alliés durant la Première Guerre mondiale constituait une entorse à l’inflexible internationalisme justien. Son engouement pour la révolution d'Octobre, sa croyance dans la dictature du prolétariat et dans l’inéluctabilité de bouleversements révolutionnaires, points de vue qui allaient à l’encontre de l’opinion majoritaire dans le parti, lui valurent d’être expulsé du PS, d’être déchu de sa qualité de sénateur par un vote du Sénat, et de se voir opposer une procédure judiciaire pour sédition et atteinte à l’ordre constitutionnel, procédure restée sans lendemain par la mort prématurée de l’inculpé.

## Biographie

### Jeunes années et formation
Enrique del Valle Iberlucea vint au monde en 1877 à Castro-Urdiales, dans la province espagnole de Santander, comme fils de María Iberlucea et d’Epifanio Del Valle, pêcheur de son état et républicain espagnol, qui choisit en 1885, alors qu’Enrique avait huit ans, d’émigrer en Argentine. La famille s’étant fixée dans la ville de Rosario en 1886, Enrique y suivit sa scolarité et fonda en 1894, tandis qu’il était élève du Colegio Nacional de Rosario, le journal Fiat Lux, puis en 1895, en collaboration active avec un groupe d’immigrés allemands, mit sur pied le premier centre socialiste de la ville. Vers la même époque, il fit ses premiers pas de journaliste pour le compte du quotidien La Capital. C’est aussi à Rosario qu’il fit la rencontre de sa future femme María Luisa Curutchet, qu’il allait épouser en 1905,.

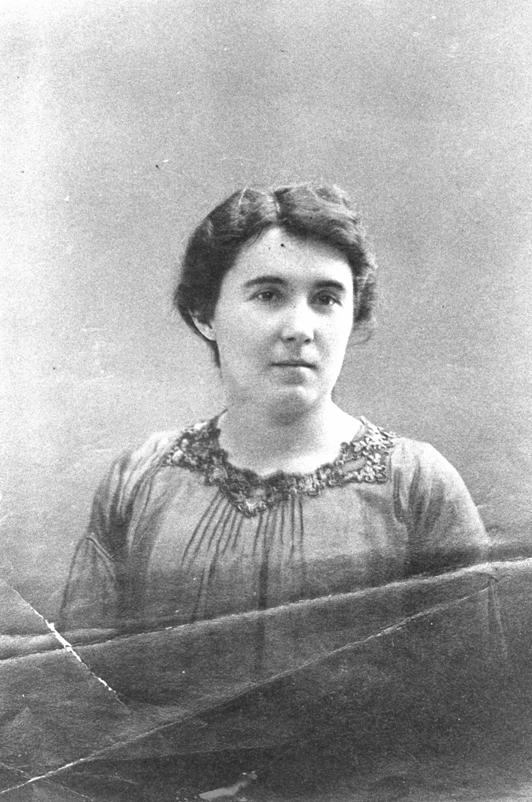
Alicia Moreau, figure de proue du PS et féministe, avec qui Del Valle Iberlucea cofonda une revue socialiste.

En 1896, il se fixa à Buenos Aires et rejoignit l’équipe de rédaction de La Revista, publication traitant de théorie politique. Parallèlement, il poursuivait des études de philosophie et de droit à l’université de Buenos Aires (UBA), et soutint en 1902 sa thèse de doctorat, intitulée El procedimiento judicial en el Derecho Internacional (littér. Procédure judiciaire en droit international). Sitôt diplômé, il acquit la citoyenneté argentine et s’enrôla volontairement dans les forces armées, sans délaisser pour autant ses activités intellectuelles. Cette même année 1902, il adhéra au Parti socialiste (PS) et se lia d’amitié pendant une décennie avec Alicia Moreau de Justo, avec qui il fonda la revue socialiste Humanidad Nueva,,. Peu après avoir décroché son diplôme d’avocat à Buenos Aires, il publia deux opuscules intitulés Fundamentos científicos del divorcio (littér. Fondements scientiques du divorce) et Teoría materialista de la Historia (littér. Théorie matérialiste de l’histoire, adaptation écrite d’une conférence prononcée en 1907 à l’université nationale de La Plata). Militant du PS à partir de 1902, il prit la parole devant la manifestation du 11 janvier 1903 qu’avait convoquée le parti pour protester contre la dénommée « loi de résidence ».
Lié aux cercles littéraires de la fin de siècle, il fréquenta Florencio Sánchez, Alberto Ghiraldo et José Ingenieros. Il occupa des postes d’enseignant au Colegio Nacional, à la faculté de philosophie et lettres de l’UBA et à la faculté de droit de La Plata, où il exerça comme secrétaire auprès du recteur Joaquín Víctor González. Il était au fait des écrits de ses contemporains européens, en particulier de ceux de Jean Jaurès, avec qui il s’était lié d’amitié.
Entre 1916 et 1917, Del Valle Iberlucea fut à la tête de La Vanguardia, organe de presse officiel du PS. C’est à partir de cette tribune qu’il exposa notamment ses conceptions concernant le rôle qu’avait à jouer selon lui le parti relativement à la Première Guerre mondiale.

### Adhésion au socialisme et positionnement idéologique
Del Valle Iberlucea professait, à la différence de Juan B. Justo, un socialisme marxiste, et contribua en 1904 à la revue La Revista International, organe de presse du syndicalisme révolutionnaire, qui parut à Buenos Aires de 1904 à 1905. S’étant rangé sous la bannière du socialisme international, il fonda en 1908, en collaboration avec Alicia Moreau de Justo, la Revista Socialista Internacional, qui allait paraître pendant une dizaine d’années (sous le nom d’Humanidad Nueva à partir de 1910, et sous la direction d’Alicia Moreau dans les dernières années d’existence de la revue) et remplir un rôle d’éducation populaire et de diffusion de la culture socialiste,. Son positionnement idéologique, tel qu’il ressort de ses écrits, se caractérisait par un marxisme de tendance kautskienne, par un rejet du révisionnisme d’Eduard Bernstein, et par le désir de maintenir un lien étroit entre socialisme et philosophie.
Del Valle Iberlucea interprétait les événements de son temps à partir d’une vision assez particulière du marxisme dérivée de Hegel et du philosophe marxiste italien Labriola, par quoi il fut amené à mettre en question à quelques occasions ses propres appartenances institutionnelles, ainsi qu’à manifester des allégeances apparemment incompatibles avec ses positions politiques. De même, son évaluation des changements que subissait l’Argentine à son époque n’est pas exempte de contradictions et apparaît tributaire du romantisme progressiste propre à la génération de 1837 davantage qu’aux travaux des intellectuels positivistes de sa propre époque.

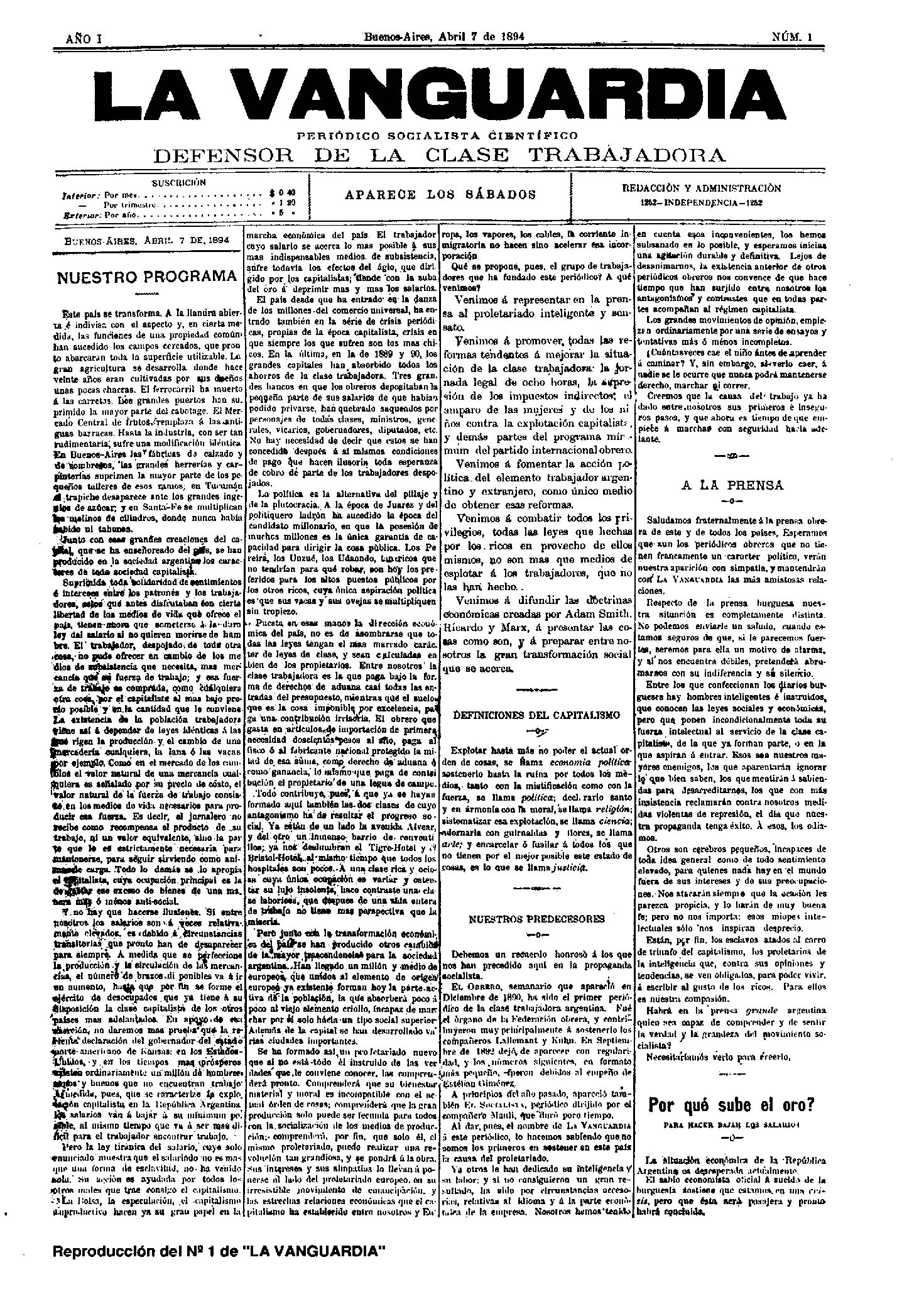
Une du premier numéro du journal La Vanguardia, organe officiel du PS, dont Del Valle Iberlucea fut directeur de 1916 à 1917.

Dans le texte de présentation qu’il rédigea en 1909 pour la Revista Socialista Internacional, il déclarait que ce périodique s’inscrivait « dans le domaine théorique de la conception marxiste ». Au contraire de Juan B. Justo, qui, bien qu’ayant été le premier traducteur du Capital en espagnol en 1898, ne s’était jamais défini comme marxiste, Del Valle Iberlucea s’appropria et diffusa l’héritage d’un Marx qu’il se gardait d’identifier avec le marxisme de la Deuxième Internationale ; en particulier, lisant Marx mais se référant également à Antonio Labriola, le jeune Del Valle Iberlucea restait sceptique vis-à-vis de la foi dans le progrès qui caractérisait les positionnements politiques les plus divers, tant en Europe que sur le continent américain, y compris ceux des socialistes argentins.
Son analyse de la théorie marxiste, en faisant de Marx un disciple de Hegel, l’écartait de la ligne tracée par Juan B. Justo et de l’anti-hégélianisme de Kautsky et Bernstein, figures de proue de la social-démocratie allemande. Cependant, pour Del Valle Iberlucea, la filiation hégélienne n’impliquait pas de méconnaître le caractère matérialiste de la théorie marxiste, ni les différences fondamentales entre l’idéalisme de Hegel et le matérialisme marxien. Del Valle Iberlucea relève qu’avant le marxisme, la science historique avait emprunté deux directions explicatives opposées, l’une idéaliste, l’autre déterministe, la première s’évertuant à expliquer les faits sociaux soit par une supposée volonté métaphysique, soit par l’effet du « libre arbitre », la seconde en revanche postulant « l’action concomitante de motifs personnels, de causes sociales et de circonstances physiques ». Selon Del Valle Iberlucea, Marx adhérait à la seconde attitude, car il « considère que le monde social marche sous l’impulsion de forces étrangères à la volonté des individus ; mais, bien qu’étant une branche de l’arbre déterministe, il présente des caractères propres qui le différencient, puisqu’il cherche l’explication des faits sociaux purement et exclusivement dans les conditions matérielles de la vie ». Par la conjonction de « causes sociales et circonstances physiques », Del Valle Iberlucea se réfère à une singularité irréductible de la matière, qui détermine de différentes façons les processus sociaux (qui sont fondés sur la matière), de même que l’action humaine elle-même se manifeste en accord avec l’« organisation biologique des individus ». Pour Del Valle Iberlucea, à l’unisson avec Marx, les idées ne surgissent pas en dehors des déterminations matérielles qui les sous-tendent, parmi lesquelles figurent aussi les besoins corporels.
Un autre écart idéologique en matière de théorie marxiste de Del Valle Iberlucea par rapport aux conceptions qui prédominaient dans la Deuxième Internationale concerne sa critique des interprétations téléologiques de l’histoire, critique où il oppose « la téléologie, soit la conception qui, en attribuant le mouvement de l’histoire à une impulsion extrinsèque et indéfinie, situe au terme de son chemin un but fixe et préétabli » au matérialisme historique, qui permet de « faire place à un principe dynamique immanent, consistant dans l’effort fait par les membres du groupe pour trouver les meilleurs moyens de coexistence, compatibles avec les conditions de vie successives et relatives »,. Au rebours du mouvement extrinsèque, et rejetant l’idée de voix supposées dicter comment doit se dérouler l’histoire, Del Valle Iberlucea met en évidence l’immanence des processus sociaux, ce qui rejoint son optique générale, non seulement à propos du pouvoir de l’action des hommes, mais aussi à propos de l’histoire ; pour Del Valle Iberlucea, ce sont en effet les êtres humains qui, dans des conditions historiques déterminées, font l’histoire, laquelle est par cela même une histoire ouverte. En cela, Del Valle Iberlucea rejoint la lecture particulière de Marx faite par Antonio Labriola, et divergeait d’une des thèses centrales de la Deuxième Internationale, par sa mise en cause de la foi dans le progrès qui habitait ses contemporains.

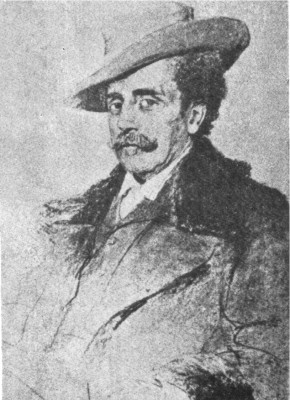
Antonio Labriola, de qui Del Valle Iberlucea s’inspira pour élaborer sa vision singulière du marxisme.

Del Valle Iberlucea avait fait sienne aussi la vision marxiste portant que « c’est une loi des sociétés constituées sur une base capitaliste que la misère vient dans le sillage de la richesse et de la civilisation », ou, dit autrement, que tout produit de la civilisation en est dans le même temps un de la barbarie. En 1911, à l’occasion du centenaire de Sarmiento, auteur de Civilisation et Barbarie, Del Valle Iberlucea publia un article intitulé justement Civilización y barbarie, où il compléta son argumentation en déclarant avec amertume que le progrès des nations ne résidait pas dans le développement de l’industrie, le déploiement des voies ferrées, l’injection de capitaux étrangers, etc., mais qu’il « est une quantité morale, une donnée chiffrée idéologique [...]. Le progrès politique d’un peuple consiste en ce que ses droits fondamentaux ont plongé des racines profondes dans l’esprit collectif »,.
Del Valle Iberlucea développa une interprétation particulière de l’histoire nationale argentine, de laquelle il s’ingéniait à mettre en relief toute la tradition révolutionnaire issue de la révolution de Mai ainsi que le romantisme progressiste de la génération de 1937, en s’érigeant en héritier d’une tradition nationale argentine, attitude sans doute en rapport avec sa situation malcommode d’immigré naturalisé de fraîche date. Entre le droit du sang d’une part (jus sanguinis) et le droit du sol d’autre part (jus solis), Del Valle Iberlucea arguait que l’ordre social devrait pouvoir être fondé sur la loi politique, et non sur la loi du sang telle qu’elle prévalait alors dans la société argentine, qui aimait à se proclamer ouverte à l’altérité, mais seulement moyennant application d’un moule homogénéisant pour éliminer toute différence, vue comme menace à l’ordre social.
Si certes Del Valle Iberlucea voyait le socialisme comme découlant des rapides processus de modernisation de la société argentine, il s’attacha en même temps, à l’instar de Juan B. Justo, à remettre en honneur les vieilles traditions des classes exploitées du pays, nonobstant que tant Justo que Del Valle soulignaient aussi l’importance du « facteur économique » dans le déclenchement de la révolution de Mai ainsi que des guerres intestines ultérieures. L’ensemble de ces considérations porta Del Valle Iberlucea à envisager la possibilité d’un « socialisme national », distinct des socialismes européens, car prenant en considération la spécificité latinoaméricaine. Se méfiant de la foi au progrès, et plus encore de toute vision de l’histoire comme se déroulant selon une seule et même ligne, Del Valle Iberlucea affirmait l’existence d’un socialisme local qui, tout en adoptant « le verbe » du socialisme international, s’inscrivait dans le prolongement de la tradition nationale de lutte des classes opprimées et présentait une spécificité attribuable aux conditions historiques singulières de l’Argentine. Dans l’opinion de Del Valle Iberlucea, le PS argentin se différenciait des partis socialistes européens en ceci que, loin de s’assoupir dans le rêve bourgeois de réformes sociales et politiques réalisables dans le cadre de l’activité parlementaire, le PS argentin était à la fois révolutionnaire et réformiste :

« Le parti socialiste est, en vérité, révolutionnaire [...]. Le parti socialiste est, en vérité, réformiste, parce qu’il aspire à obtenir la promulgation de lois sociales qui améliorent la situation économique des ouvriers [...], mais ne comprend pas comment les partis radicaux-socialistes d’Europe auraient, en conquérant de telles lois et réformes, achevé leur mission. Derrière son programme minimal se tient son aspiration finale : la transformation de la propriété privée des moyens de production et d’échange en propriété collective, et de la société capitaliste en un régime socialiste [...]. »

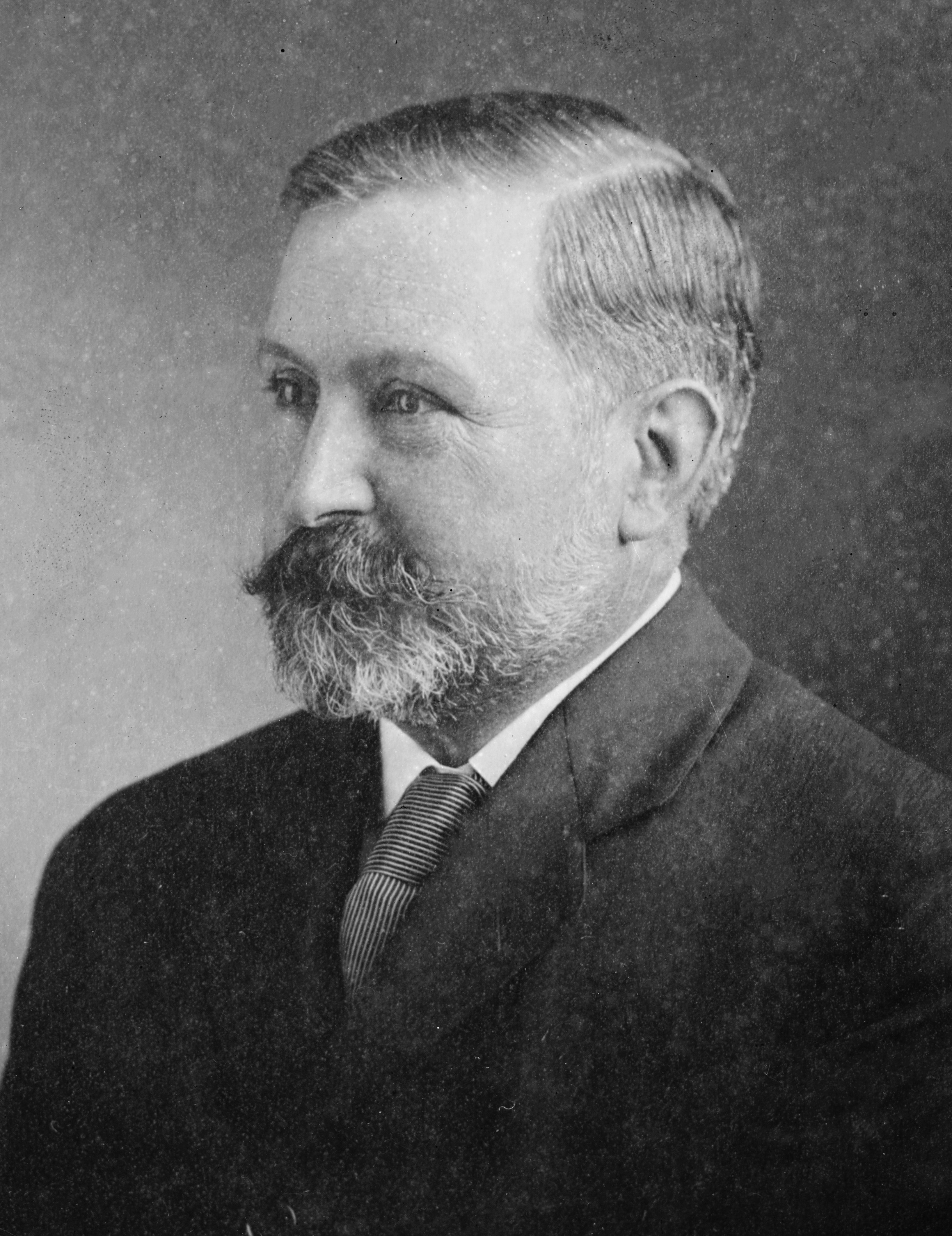
Juan B. Justo, fondateur et figure emblématique du PS argentin, à l’origine de la doctrine officielle du parti, dont Del Valle Iberlucea allait s’écarter par certains aspects.

Quelques années plus tard, quand la conjoncture politique internationale se fut exacerbée à la suite de la révolution russe d’octobre 1917, Del Valle Iberlucea radicalisa ses positionnements théoriques et politiques dans le sens d’une attitude expressément révolutionnaire et, doutant de l’efficacité de la politique parlementaire, faisait siennes les vues de Rosa Luxemburg, de Lénine et de Trotski, c’est-à-dire prônait la conquête révolutionnaire du pouvoir et la dictature du prolétariat, tout en plaidant pour l’adhésion inconditionnelle du PS à la Troisième Internationale (ou Internationale communiste),. Dans le cadre d’une vive campagne, qu’il mena au moyen d’articles de presse et de conférences et pour laquelle il avait pris la tête de l’aile gauche du parti, composée surtout de jeunes, il prononça en décembre 1920 une conférence à Buenos Aires sur le thème « Le PS et la Troisième Internationale », et en mai de l’année suivante, dans une autre salle à Buenos Aires, une nouvelle conférence intitulée « La doctrine socialiste et les conseils ouvriers » ; en août enfin, il tint une conférence, toujours dans la capitale, ayant pour titre « La révolution l’emportera ».
Lors du IVe congrès extraordinaire du PS réuni à Bahía Blanca en janvier 1921, Del Valle Iberlucea, en tant que chef de file d’une importante minorité de membres favorables à l’adhésion du PS argentin à la Troisième Internationale (les « terceristas »), s’affronta aux autres membres, parmi lesquels la plupart des notabilités du parti, dont Nicolás Repetto, Juan B. Justo, Antonio de Tomaso et Enrique Dickmann, aux yeux desquels la Troisième Internationale était sectaire et proposait des modes d’action politique impossibles à mettre en œuvre en dehors de la Russie, et qui, en lieu et place d’une adhésion à la Troisième, se faisaient les avocats d’une recomposition de la Deuxième Internationale. Après que la question eut été mise aux voix, une majorité de congressistes vota contre, les défenseurs du projet d’adhésion à la Troisième étant en effet principalement des militants de la base, de faible notoriété dans les rangs socialistes, à l’exception de Del Valle Iberlucea,. Au lendemain du congrès de Bahía Blanca, la mouvance « tercerista » fut expulsée du PS, mais Del Valle Iberlucea, accablé de problèmes de santé et fort affecté par la requête de desafuero (déchéance de droits politiques) émise par un juge fédéral, ne se joignit pas au groupe de jeunes qui quitta le PS pour, dans la foulée, adhérer au Parti communiste, et décéda peu après, en août de la même année.

### Travail parlementaire

#### Mandat de sénateur

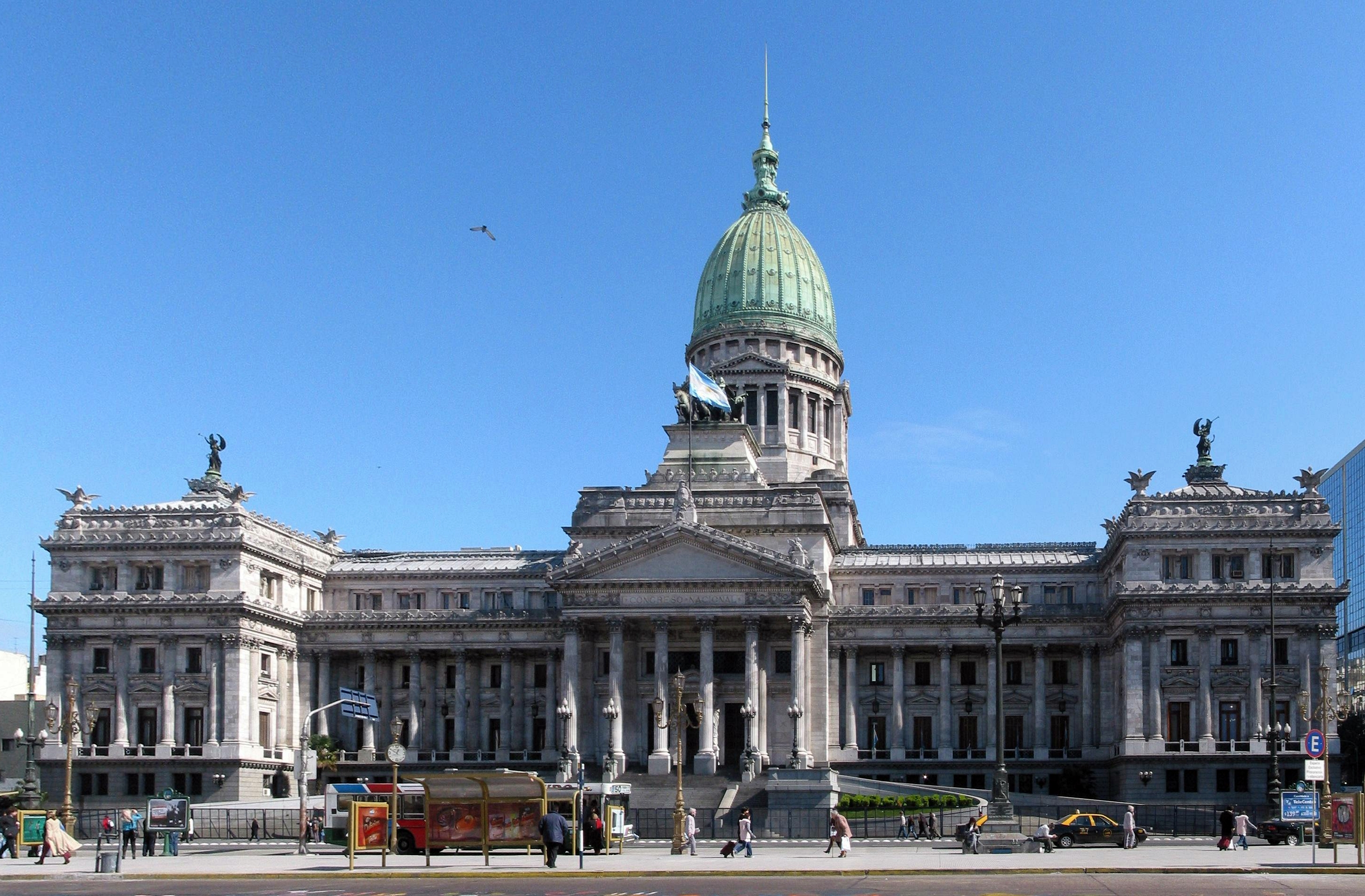
Palais du Congrès à Buenos Aires. L’édifice héberge notamment le Sénat argentin.

Del Valle Iberlucea fut candidat pour le PS aux élections législatives de mars 1904 dans la 2e circonscription de Buenos Aires. Il représenta le Centre socialiste de la 19e circonscription devant le VIe Congrès du PS en juillet 1904 à Rosario, où il présida la tribune, et où il fut désigné membre d’une commission d’experts instituée auprès du député Alfredo Palacios autour de la question du projet de Loi nationale sur le travail conçu par le gouvernement fédéral.
Candidat à nouveau en mars 1913, il fut cette fois élu sénateur national pour le PS, en battant à Buenos Aires les candidats de l’UCR et des conservateurs, et devint le premier en date des sénateurs socialistes sur le continent américain. Cette victoire socialiste provoqua une forte commotion dans les milieux conservateurs et incita les sénateurs affidés au régime à se réunir en privé dans l’antichambre de la Chambre des sénateurs pour évaluer le danger qui représentait cette percée socialiste ; c’est finalement le sénateur José Camilo Crotto qui fut chargé de faire objection formellement à l’admission de Del Valle Iberlucea au Sénat, au motif que l’élection de celui-ci contrevenait au principe de nationalité, mais ce fut en vain.
Bien qu’évoluant dans un milieu politique hostile, comme l’était le Sénat argentin dans la deuxième décennie du XXe siècle, composé en effet de représentants des intérêts économiques des oligarchies provinciales, Del Valle Iberlucea déploya une intense activité législative et s’impliqua dans les débats parlementaires par ses propositions de loi.
Parmi ses premières initiatives parlementaires, on note en particulier celle visant l’abrogation des lois dites « de résidence » et « de défense sociale », toutes deux à forte empreinte anti-ouvrière et attentatoires aux libertés. En 1916, il présenta un projet de loi portant abolition de la peine de mort en Argentine. Il joua un rôle de premier plan dans les débats historiques de cette époque, portant notamment sur le budget de l'État de l’année 1915, sur les violations de la législation sur le travail, sur le commerce avec les autochtones, sur les lois organiques définissant les dénommés « territoires nationaux » et le statut de la ville de Buenos Aires, sur la loi de l’enseignement général, sur le salaire minimum pour les travailleurs, sur les « interventions fédérales », etc.
Pendant la Première Guerre mondiale, Del Valle Iberlucea était aliadophile (c’est-à-dire partisan des Alliés, Aliados en espagnol), à l’égal de la majorité à la direction du PS. En septembre 1917, après le sabordage de deux navires argentins par la marine allemande, une motion fut présentée devant le Sénat tendant à ce que les relations diplomatiques soient rompues avec l’Allemagne, motion adoptée par une ample majorité de 23 sénateurs, parmi lesquels des conservateurs et des démocrates progressistes, deux radicaux (le troisième s’étant absenté) et Del Valle Iberlucea.

#### Législation du travail
En 1913, 1915 et 1916, Del Valle Iberlucea défendit plusieurs projets visant à instaurer la journée de huit heures dans tous les établissements industriels, publics ou privés, implantés sur le territoire argentin, à réglementer le travail à domicile (projet présenté en 1913 et de nouveau en 1915, puis finalement sanctionné sous forme de loi en octobre 1918) et à imposer la transparence des bilans comptables. Le travail à domicile était le mode d’emploi féminin le plus courant hors de Buenos Aires, et les travaux d’aiguille sa forme la plus fréquente. Deux enquêtes effectuées par le ministère du Travail à Buenos Aires en 1913 et 1914 ont fait ressortir qu’autant de femmes étaient occupées à leur domicile que dans les usines. L’activité textile représentait dans la capitale argentine grosso modo vingt pour cent de l’ensemble des effectifs féminins dans l’industrie, toutes branches confondues. Selon Del Valle Iberlucea, si le travail à domicile pouvait sembler plus libre et plus digne que le travail dans une manufacture, les travailleuses à domicile étaient en vérité des « parias ».
En septembre 1920, Del Valle Iberlucea plaida devant le Sénat pour la création d’un Conseil économique du travail. Il s’agit, selon les termes de Joaquín V. González, du « premier projet législatif de planification en Argentine », lequel comportait un mécanisme de participation des travailleurs dans la direction des entreprises industrielles et de service, sous la surveillance d’un conseil technique. Lors de sa présentation du projet, Del Valle Iberlucea indiqua : « La socialisation consiste à mettre aux mains d’organes représentatifs de la société et aux mains des éléments producteurs l’administration des industries et des services publics ».

#### Réforme constitutionnelle et du code pénal
En 1914, dans le but de démocratiser le mode d’élection et la composition du Sénat, Del Valle Iberlucea proposa d’apporter à la Constitution nationale argentine un certain nombre d’amendements, par lesquels les sénateurs seraient dorénavant élus par un scrutin populaire et pour un mandat de six ans. Quatre-vingts années plus tard, la convention de Santa Fe appelée à réformer la Constitution allait reprendre l’idée de Del Valle Iberlucea et lui donner corps sous la forme des articles 54 et 56 de la Constitution.
En 1919, il s’engagea activement pour la révision du code pénal.

#### Émancipation de la femme
L’un des principaux sujets de préoccupation de Del Valle Iberlucea portait sur la situation de la femme en Argentine, aussi bien d’un point de vue général, en tant que la femme était soumise de fait et de droit à l’homme, que dans sa condition de travailleuse. Poursuivant l’œuvre d’Alfredo Palacios, il s’attacha de faire adopter un véritable code de protection des droits de la femme, y compris son émancipation au regard du code civil, et présenta en 1919 une proposition de loi portant émancipation civile des femmes, proposition assortie de la signature de 7 000 femmes qui, emmenées par Alicia Moreau de Justo, sollicitaient les législateurs d’apporter leur appui et approbation à cette initiative. Del Valle Iberlucea dénonçait ce qu’il qualifiait d’« irritante inégalité devant la loi » et réclamait une urgente réforme du code civil argentin :

« Les conditions actuelles de la société argentine exigent impérieusement l’accomplissement de réformes fondamentales, telles que le divorce et l’émancipation civile de la femme. »

Ce sentiment d’urgence s’explique notamment par la comparaison avec d’autres États d’Amérique latine, dont la législation en la matière était plus avancée, mais sans que cela se reflète nécessairement dans leurs coutumes. Le PS argentin, ayant adopté un positionnement explicitement favorable à l’émancipation de la femme, milita dès lors pour la suppression de la loi civile qui assujettissait la femme, et avait inscrit — fait inédit dans un parti politique argentin — le droit de vote des femmes dans son programme minimal. En Argentine, comme du reste dans les autres pays, la mise sur pied des premières organisations ouvrières féminines fut essentiellement tributaire du militantisme des femmes socialistes.
Del Valle Iberlucea attribuait un rôle actif aux classes ouvrières, ainsi qu’aux mouvements de femmes. Dans sa vision de l’histoire, seule la lutte menée par les opprimés eux-mêmes est en mesure d’ouvrir les possibilités vers leur propre transformation, témoin le constat que si les législations des pays les plus avancés ont commencé à être réformées, cela avait été « sous l’effet de l’influence politique et législative que les classes ouvrières ont conquise dans les nations les plus avancées ». Pour Del Valle Iberlucea, démocratie et émancipation ouvrière et féminine sont étroitement liées :

« Cependant, la transformation industrielle à elle seule ne suffirait pas à expliquer le mouvement féministe. Pour sa genèse, à tout le moins pour son développement, de nouvelles conditions politiques étaient indispensables [...]. De la même façon que les progrès des institutions libres, en même temps que l’expansion de l’industrie, ont favorisé l’organisation économique et politique des classes ouvrières pour la conquête de leurs droits, les mêmes conditions ont déterminé l’action de la femme pour acquérir sa liberté civile. En réalité, la cause de l’émancipation de la femme était associée au sort de l’émancipation ouvrière et au destin de la démocratie. »

Del Valle Iberlucea penchait pour une conception maternaliste de la femme, qui postulait que la spécificité de la femme résidait dans sa capacité à donner la vie, conception alors partagée par plusieurs milieux sociaux et politiques, parfois d’intérêts opposés, y compris par ceux luttant pour l’émancipation de la femme, qui, justement au nom de cette conception, réclamaient l’égalité des droits civils entre les deux sexes. Del Valle Iberlucea postulait un rapport d’équivalence entre d’une part la violence, l’usage de la force, la domination masculine, et d’autre part la loi. Il opposait le « système despotique et oppressif » imposé à la femme par le droit romain (et tel que continué par l’Église dans le droit canonique et que confirmé dans les codes civils du XIXe siècle), et les conceptions « modernes » tendant au renforcement d’un État laïc. Il brandissait aussi l’argument qu’une modification (de préférence sans tarder) en ce sens de la législation argentine permettrait de lever un des obstacles à l’immigration spontanée en Argentine, à savoir la contradiction entre les lois civiles argentines et celles prévalant dans les pays d’origine,.
Sur le plan du travail des femmes et des enfants, Del Valle Ibarlucea présenta plusieurs projets de loi, visant non seulement (en 1913 et en 1915) à imposer la journée de travail légale de huit heures, mais tendant également à l’abolition du régime de travail de sous-traitance, payable à la pièce, accompli par des femmes à domicile pour le compte de manufactures, appelé en Grande-Bretagne « sweating system », projets qui servirent de base à la loi finalement sanctionnée en 1918. Ce type de travail à domicile présentait pour la travailleuse des conditions de travail beaucoup plus pénibles que celles ayant cours à l’usine, car nettement moins rémunéré et impliquant des journées beaucoup plus longues (de neuf heures et demie en moyenne) que dans les ateliers de fabrication.
D’autre part, Del Valle Ibarlucea lutta, de concert avec Palacios, mais sans succès, pour la faculté de divorce pour les femmes. Dans l’opinion de ces parlementaires, le mariage, vu par eux comme un type particulier de contrat privé, requérait la libre volonté et le consentement des parties pour sa mise à exécution, et donc logiquement aussi l’accord mutuel des conjoints pour sa dissolution. En dépit des nombreux projets de loi en ce sens proposés au cours du XXe siècle — dont celui présenté par le député libéral Carlos Olivera en 1901, qui eut en son temps l’effet de ranimer la vieille controverse entre Église et État —, une loi sur le divorce ne sera pas promulguée en Argentine avant 1987. Pourtant, les socialistes, ainsi que nombre de mouvements de femmes, soutenaient sans réserve le projet d’Olivera. En 1902, la thèse de doctorat de Del Valle Iberlucea, où celui-ci recommandait d’inclure le divorce dans le code civil argentin, fut approuvée par l’université de Buenos Aires. Quelques jours plus tard, alors qu’il n’avait pas encore adhéré au PS, Del Valle Iberlucea prononça, à l’invitation du Centro Socialista Femenino, une conférence à ce sujet, où il posait que la campagne en faveur du divorce faisait partie intégrante de la lutte pour l’émancipation de la femme,. Il s’autorisait, pour défendre une conception laïque et neutre de l’État, non seulement de la liberté de culte telle que consacrée par la Constitution argentine, mais encore du précédent historique de toutes les nations avancées (Grande-Bretagne, Suisse, Belgique, Pays-Bas, Allemagne, États-Unis), où cette liberté était garantie et où, par conséquent, une loi sur le divorce avait été promulguée. Del Valle Iberlucea soulignait le contexte juridique difficile qu’avaient à affronter les femmes à l’époque, lesquelles, sans droits politiques, sans droits civils, et sans instruction, se trouvaient empêtrées dans une situation dramatique, qualifiée par Del Valle Iberlucea de « servitude sexuelle » :

« Le vote que vient d’émettre la chambre des députés et qui a rejeté le projet de loi sur le divorce révèle que chez nous la servitude sexuelle continue d’exister. Il y a un autre esclavage : la femme est placée par nos lois dans une situation d’infériorité, et cette infériorité comporte une servitude juridique. Elle ne jouit pas des droits politiques que la constitution nationale concède à tout citoyen ; elle n’est pas protégée par le code dans toutes ses relations civiles ; elle est soumise à des tutelles qui rappellent les antiques tyrannies des ‘paterfamilia’ ; et ne reçoit pas même une instruction moyenne, propre à ce qu’elle puisse lutter avec quelque chance de succès, sans nécessité de se soumettre à quelque tutelle que ce soit, dans l’aride domaine de la vie. »

Del Valle Iberlucea imputait aux hommes la responsabilité du manque d’instruction des femmes, et par là aussi de la situation de subordination et d’exploitation de la femme, et s’accordait sur ce point avec les anarchistes, qui proclamaient comme le devoir de l’homme d’instruire et de guider la femme.

« Il me faut le confesser, il faut avoir le courage de le confesser, il manque à l’homme, qu’il appartienne à la bourgeoisie ou au prolétariat, la conscience qu’il n’est pas supérieur à elle, que selon les données de l’anthropologie et de la psychologie, il est un être différent mais non supérieur à la femme. C’est une  douloureuse [...] que l’homme a toujours exercé cette coercition physique et cette coercition morale sur la femme [...]. Permettez-moi d’attester que l’homme, législateur toujours, a traduit dans la loi sa suprématie et son absolutisme, à toutes les époques et chez tous les peuples. »

Dans les années 1920 et 1930 se faisait jour chez les féministes l’idée que la femme avait le droit de disposer librement de leur propre corps. Au commencement du XXe siècle, l’eugénisme était perçu comme un outil de transformation sociale par certaines féministes latinoaméricaines connues, dont aussi Alicia Moreau, médecin de son état, principale collaboratrice de Del Valle Iberlucea, et la défense du droit à décider du nombre de grossesses s’accompagnait de préoccupations eugénistes,. En raison de la faible efficacité des moyens de contraception pratiqués alors, l’interruption de grossesse était la principale méthode pour maîtriser le nombre d’enfants à naître. Dans une large mesure, chacun des procédés contraceptifs, y compris l’avortement, était condamné par la société, car mettant en cause l’idée de la « nature maternelle de la femme », raison pour laquelle l’avortement n’était admis qu’en cas de risque vital pour la mère, ou, pour les esprits plus libéraux, également dans une optique eugéniste. Étant donné le coût prohibitif de l’IVG, celui-ci était inaccessible aux femmes des classes populaires, qui se trouvaient ainsi exposées à de hauts risques pour leur propre vie. Dans les derniers mois de la Première Guerre mondiale, Del Valle Iberlucea déposa un projet de réforme du code pénal tendant à étendre la légalité de l’avortement au-delà du seul risque vital pour la mère. Dans son projet de 1919, il proposait d’adjoindre à l’article 86 l’énoncé suivant :

« L’avortement pratiqué par un médecin diplômé avec le consentement de la femme enceinte n’est pas passible de poursuites : 1. S’il a été exécuté à l’effet d’éviter un danger pour la vie ou la santé de la mère, et si ledit danger ne peut être évité par d’autres moyens ; 2. Si la grossesse est la suite d’un viol, d’un attentat à la pudeur commis sur une femme idiote, démente, inconsciente ou incapable de résistance, ou d’inceste. Si la victime est idiote ou démente, le consentement de son représentant légal devra être sollicité pour l’avortement [...]. »

Les conceptions sur le divorce que Del Valle Iberlucea, comme défenseur de la cause féminine, avait fait valoir en 1902 furent systématisées par la suite dans le premier projet de loi sur les droits civils de la femme jamais débattu au Sénat argentin, à savoir : sa proposition d’émancipation civile de la femme, présentée en 1918, et qui allait plus tard servir de base au projet qui en 1926 deviendrait la première loi à reconnaître les droits civils aux femmes. La dénommée loi d’extension de la capacité civile de la femme (Ley de ampliación de la capacidad civil de la mujer) étendait les droits civils des femmes célibataires, divorcées ou veuves, en leur reconnaissant l’égalité de droits civils avec les hommes. Quant aux femmes mariées, si certes la loi éliminait certaines restrictions, elle ne leur reconnaissait pas la pleine égalité civile. Quantité d’organisations de femmes, pas seulement socialistes, apportèrent leur soutien au projet d’émancipation de Del Valle Iberlucea. Le premier article du projet prévoyait la pleine jouissance par les femmes, indépendamment de leur état civil, des droits civiques en vue de l’exercice d’une profession, d’une activité lucrative et de charges et fonctions civiles. À cet effet, l’exposé des motifs se prévalait de la Constitution argentine, qui établissait l’égalité devant la loi de tous les habitants de la république « sans distinction de race, de nationalité, de classe ou de sexe »,. Del Valle Iberlucea avait repris à son compte l’idée de Stuart Mill au sujet des différences entre les sexes, et postule qu’il s’agit d’une différence entre équivalences complémentaires plutôt que d’une hiérarchie des sexes. Ces vues étaient largement répandues dans les cercles féministes argentins au début du siècle et allaient amener Del Valle à formuler sa proposition d’égalité juridique entre homme et femme :

« Il ne s’agit pas de supériorité ou d’infériorité de l’un ou l’autre sexe, mais de différence et d’équivalence des deux. L’examen des conditions sociales met mieux en lumière les seules véritables causes de l’infériorité féminine. La femme, observe Bebel, fut le premier être humain à tomber en esclavage et ce avant même qu’il ait existé d’esclavage à proprement parler. Ce furent les castes sacerdotale et guerrière qui de tout temps et en tout lieu ont accrédité la conception de l’infériorité de la femme et la nécessité de sa sujétion. Le christianisme lui-même, bien loin d’ennoblir et d’élever la femme, comme cela est cru communément, a exercé une influence funeste dans le sens de sa servitude, comme l’atteste la féroce phobie contre le sexe féminin des pères et docteurs de l’Église. »

Dans sa perspective libérale, Del Valle Iberlucea défendait les droits individuels par-dessus l’honneur familial, et lutta pour que soit concédé à la mère naturelle l’exercice des droits du père de famille (patria potestad). En ce sens, il proposa de lui octroyer l’usufruit et l’administration de ses biens, mais les pouvoirs, droits et facultés sur les enfants seraient exercés par elle conjointement avec le père de ceux-ci, dans le cas où il les aurait reconnus volontairement.
Del Valle Iberlucea se référait au projet de Palacios de 1907, mais en apportant, en regard de celui-ci, quelques innovations :

« Mon projet ne s’est pas borné à reconnaître à la mère naturelle le droit de patria potestad sur ses enfants et d’administration et d’usufruit de ses biens ; il va plus loin encore. En effet, il y est disposé qu’elle a le droit de réclamer du père de ses enfants naturels, ou des héritiers de celui-ci, d’assumer les frais de l’accouchement, de l’alimentation et des soins de l’accouchée pendant les quatre semaines précédant et les six semaines suivant l’accouchement, et de surcroît [de lui verser] une pension alimentaire aussi longtemps que dure son incapacité de travail, si elle est une conséquence de l’accouchement. Cette disposition est fondée sur un sentiment de justice, généralement oublié jusqu’à aujourd’hui par les lois. »

Dès le début de la décennie 1910, les socialistes argentins avaient commencé à s’engager en faveur du suffrage des femmes. Par le biais de l’Asociación Ateneo Popular, centre de diffusion de culture populaire, Del Valle Ibarlucea et Alicia Moreau de Justo publièrent sur ce sujet plusieurs articles dans le but de convaincre l’opinion publique de la nécessité pour la femme de devenir une « citoyenne active », dotée de la capacité d’élire et d’éligibilité, apte ainsi à participer à la conception des lois qui régiront sa vie,.

### Lancement d’une procédure judiciaire contre Del Valle
Comme fait saillant du parcours politique de Del Valle Iberlucea figure le discours qu’il prononça le 9 janvier 1921 devant le IVe congrès extraordinaire du PS argentin à Bahía Blanca et dans lequel il exalta la révolution d'Octobre. Del Valle Iberlucea tint certes à clarifier ensuite que l’affiliation à la Troisième Internationale n’impliquait pas « l’éclatement immédiat de la révolution », ajoutant cependant que le socialisme était entré dans « la période catastrophique de la révolution », et déclarant en conclusion que le monde était entré dans un état révolutionnaire et que le PS devait s’y préparer.
Quelques jours après le congrès extraordinaire, le procureur Antonio Bustamante accusa Del Valle Iberlucea de sédition, rébellion et rupture de l’ordre constitutionnel. La Vanguardia railla ce singulier constitutionnalisme du gouvernement d’un pays où les hommes politiques menaçaient de se soulever au moindre motif et où l’on s’affairait à mettre sur pied la Ligue patriotique,. Le juge fédéral de Bahía Blanca, le Dr. Emilio Marenco, considéra que Del Valle Iberlucea avait plaidé pour l’adoption de politiques impliquant le renversement violent de l’État et la transformation totale du pays, et, l’accusant de violer la « loi de défense sociale », recommanda une peine de quatre ans d’emprisonnement, requit que Del Valle Iberlucea soit déchu de ses droits politiques, privé de sa carte de citoyenneté et expulsé d’Argentine ; au surplus, il demanda au Sénat de révoquer ses prérogatives (fueros) de parlementaire.
Pour les socialistes, le passage en jugement de Del Valle était une « monstrueuse manœuvre politique » inspirée par le parti radical avec l’appui de quelques sénateurs conservateurs et d’un « membre corrompu » du pouvoir judiciaire, dans le but de faire taire la voix du seul sénateur socialiste. Ainsi, à la convocation du juge lui enjoignant de venir déposer dans cette affaire, Juan B. Justo répliqua-t-il en signalant qu’il défendait « la plus complète liberté de parole » et qu’il considérait la « loi de défense sociale », qui sous-tendait l’accusation, comme une « loi de classe » qu’il y avait lieu d’abroger,. Nonobstant leurs différends avec Del Valle, Nicolás Repetto et Antonio de Tomaso s’excusèrent eux aussi de ne pas pouvoir donner suite à la convocation du juge. Cependant, le juge Marenco rejeta ces requêtes et intima l’ordre aux parlementaires socialistes, sous peine de mise en détention, de se présenter dans le bureau du juge pour déposition.
Del Valle Iberlucea quant à lui expliqua que les mêmes idées exprimées lors du congrès de Bahía Bianca avaient déjà été émises par lui lors d’autres conférences sans qu’il ait pour autant été inquiété, et pointa que dans aucun pays civilisé, ni même dans les monarchies, jamais un parlementaire n’avait été déchu de ses prérogatives pour avoir adhéré à la Troisième Internationale. Il rappela en outre quelques précédents de desafuero dans la République argentine, celui de Nicasio Oroño en 1868 et surtout celui de Leandro Alem en 1893, dressant un parallèle entre « le parti populaire d’alors », à savoir l’UCR, et celui du temps présent, le PS. La « monstrueuse manœuvre politique » ourdie contre Del Valle, loin d’être un fait isolé, prenait place dans la spirale répressive mise en marche à la mi-1921 par le gouvernement et par l’opposition conservatrice dans le cadre de la campagne électorale alors en cours,.
Le 25 juin 1921, à l’issue d’un débat de trois jours, le Sénat argentin décida par 17 voix contre 5, soit un nombre supérieur aux deux tiers requis, la perte des droits politiques (desafuero) de Del Valle Iberlucea,,,. Celui-ci riposta la même année par un ouvrage intitulé La libertad de pensar. Mi desaforo (littér. la Liberté de penser. Ma déchéance de droits politiques).
Au moment où Del Valle Iberlucea tenait, dans l’enceinte du Sénat, un plaidoyer enflammé depuis les strapontins socialistes, il souffrait déjà d’une grave maladie, à laquelle il devait succomber peu après, ce qui conférait, aux yeux de Sánchez Viamonte, « au jugement et à la condamnation [de Del Valle Iberlucea] certains contours épiques, par quoi sa défense rappelle à la mémoire la défense de Socrate » :

« Je ne crains pas la décision de messieurs les sénateurs, des juges ; je sais comment pensent la plupart d’entre eux, parce que je connais les déclarations faites par eux au cours de cette discussion, et pour cette raison, m’adressant ici à la majorité, je ne puis, pour terminer, que répéter les phrases célèbres : en vain je cherche parmi vous des juges, car je ne trouve que des accusateurs. »

— Enrique Del Valle Iberlucea. Discours devant le Sénat,.
La résolution du Sénat mit en émoi l’opinion publique argentine ; les syndicats de travailleurs, les centres étudiants, les organisations culturelles et de quartier réprouvèrent la décision, et le PS, serrant les rangs derrière son premier mandataire sénatorial, organisa le 23 août de cette même année 1921 en guise de solidarité un rassemblement de masse au Teatro Coliseo de Buenos Aires, qui fit salle comble et où l’affluence déborda dans la rue.
Cependant, la justice argentine n’eut pas le temps de  faire passer Del Valle Iberlucea en jugement. Atteint d’une pneumonie, il entra en agonie le 29 août 1921 et décéda le lendemain 30 août. Lors du cortège funéraire, une foule nombreuse transporta son cercueil à la main jusqu’au cimetière. Le défunt avait lancé un ultime message à l’intention de la jeunesse laborieuse :

« C’est elle qui est la maîtresse de l’avenir ; c’est elle qui verra le monde de la paix et de la justice sociale. Je m’adresse aux jeunes ouvriers pour les exhorter à la lutte pour la conquête de ce monde-là, dont nous entrevoyons déjà la lueur poindre à l’horizon de l’histoire. »

Sa mort prématurée, à l’âge de 44 ans, ne l’empêcha pas de laisser une trace profonde dans la vie politique et sociale argentine. Une rue dans le quartier Lisandro de La Torre (populairement connu sous le nom d’Arroyito) à Rosario a été baptisée à son nom, ainsi que d’autres rues dans le quartier de La Boca à Buenos Aires, de Godoy Cruz dans la ville de Mendoza, à Villa Gobernador Gálvez, dans la province de Santa Fe, et dans les localités de Haedo et de Lanús dans la province de Buenos Aires.

## Œuvres de DelValle Iberlucea
- Derecho político, Buenos Aires, éd. Valerio Abeledo, 1901, 188 p..
- El procedimiento judicial en el derecho internacional privado (thèse de doctorat, Université de Buenos Aires), Buenos Aires, (manuscrit inédit), juin 1902.
- Derecho Procesal Internacional, Buenos Aires, Imp. de la "Revista Nacional", 1902, 80 p. (rééd. Derecho Procesal Internacional, éd. Gale, coll. « Making of Modern Law (MOML) », 2013, 94 p. (ISBN 978-1287356172)).
- Fundamentos científicos del divorcio. Conferencia pronunciada el 26 de junio de 1902 bajo los auspicios del "Centro Socialista Femenino", Buenos Aires, Prodel, Carranza y Cía, 1902.
- La ley de residencia, Buenos Aires, 1903.
- Expulsión de extranjeros, Buenos Aires, Edición de la Revista Jurídica y de Ciencias Sociales, 1903.
- Teoría materialista de la historia, Buenos Aires, Imp. Europea de M. A. Rosas, 1903 (rééd. dans Interpretación económica de la historia. Manifiesto Comunista. Comentarios y estudios (ouvrage collectif), Buenos Aires, Biblioteca de Estudios Sociales “Juan B. Justo”, 1930).
- La matanza de indios. Defensa de José Díaz. Absuelto de culpa y cargo por el Consejo de Guerra Mixto, habiendo pedido la pena de muerte la acusación fiscal, Buenos Aires, Tip. El Comercio, 1905, 34 p.
- Proceso electoral de Pedro Corna, Buenos Aires, Biblioteca de la Revista Socialista International / Lotito y Barberis, 1909.
- Industrialismo y socialismo en la Argentina, Buenos Aires, Biblioteca de la Revista Socialista Internacional / Lotito y Barberis, 1909, 38 p.
- La Iglesia y el municipio, Buenos Aires, 1910.
- La ley de defensa social. Proceso de José Bertotto, Miguel Bonelli y José Maggiolo, Buenos Aires, Ceppi, 1912.
- Evolución de la propiedad, Buenos Aires, Ceppi, 1912, 8 p.
- Las Cortes de Cádiz. La revolución de España y la democracia de América, Buenos Aires. Discurso pronunciado por el Dr. E. del Valle Iberlucea, en el Centro Republicano, el dia 5 de Octubre de 1912, en la velada conmemorativa de las Cortes españolas de 1810, M. García, 1912, 83 p. (lire en ligne) (rééd. chez University of California Libraries).
- Los diputados de Buenos Aires en las Cortes de Cádiz y el nuevo sistema de gobierno económico de América, Buenos Aires, M. García, 1912, 266 p. (lire en ligne).
- El trabajo a domicilio. Proyecto de ley e informe de la Comisión interparlamentaria (Discours prononcé devant le Sénat national en défense de son projet de loi sur le travail à domicile), Buenos Aires, Congreso nacional, 1913.
- Nacionalismo e internacionalismo. Discurso pronunciado el día 29 de abril de 1913 en el Senado Nacional, Buenos Aires, Ceppi, 1913, 40 p.
- Discursos parlamentarios, Valence, F. Sempere y Compañía, 1910, 263 p.
- El presupuesto científico. Discurso pronunciado en el Senado el día 3 de Enero de 1914, Buenos Aires, Talleres Gráficos Riachuelo, 1914, 27 p.
- Los Jesuitas y el regicidio (réplica al padre Gambón), Buenos Aires, La Vanguardia, 1915.
- La crisis y el presupuesto, Buenos Aires, M. García, 1915, 464 p.
- Represión del alcoholismo. Fundamentos del proyecto presentado al Senado, Buenos Aires, 1916, 40 p.
- El trabajo a domicilio. Proyecto de Ley e informe de la Comisión Interparlamentaria, Buenos Aires, Congreso Nacional, 1917, 105 p.
- La guerra europea y la política internacional, Buenos Aires, Talleres Gráficos Riachuelo, 1914, 242 p..
- La cuestión internacional y el Partido Socialista, Buenos Aires, M. García, 1917, 250 p.
- El divorcio y la emancipación civil de la mujer, Buenos Aires, Cultura y Civismo, 1919, 235 p.
- El Censo y la representación parlamentaria. Discurso pronunciado en el Senado de la Nación refutando al Senador Joaquín V. González, Buenos Aires, Talleres Gráficos Argentinos L. J. Rosso y Cía, 1918, 160 p..
- La amnistía. El derecho de reunión y las leyes antisociales. Discursos. Interpelación formulada al Ministro del Interior por la aplicación de la ley de defensa social y la de residencia de extranjeros, Buenos Aires, Federación de Asociaciones culturales, 1919, 70 p.
- La doctrina socialista y los consejos obreros, Buenos Aires, Agencia Sudamericana de Libros, 1920 (rééd. chez éd. El Sudaméricano, collection Socialismo y Libertad, 2019).
- Protección industrial y explotación capitalista, Buenos Aires, 1920.
- La libertad de pensar. Mi desaforo. Discursos pronunciados en el Senado de la Nación, Buenos Aires, Est. Gráfico A. de Martino, 1921, 98 p.
- Justicia y trabajo, Rosario, Talleres Gráficos "Editorial La Tierra", 1931, 509 p.
- La revolución rusa, Buenos Aires, Claridad, coll. « Manuales de cultura marxista », (sans date, probabl. 1934), 234 p. (avec une préface de Carlos Sánchez Viamonte).